# Narcissus × neocarpetanus
Narcissus × neocarpetanus là một loài thực vật có hoa lai ghép trong họ Amaryllidaceae. Loài này được Rivas Ponce, C.Soriano & Fern.Casas mô tả khoa học đầu tiên năm 1985.